# Westfälisches Literaturbüro
Das Westfälische Literaturbüro in Unna e. V. (WLB) ist eine Einrichtung der Literatur- und Autorenförderung in Nordrhein-Westfalen. 1984 wurde es als zweites von mittlerweile fünf Literaturbüros in Nordrhein-Westfalen gegründet und nahm 1985 seine Arbeit auf.

## Tätigkeit
Information, Beratung und Weiterbildungsangebote für Autorinnen und Autoren, Literaturvermittlerinnen und -vermittler, Maßnahmen zur Weiterbildung sowie konzeptionelle Entwicklung und organisatorische Durchführung von Literaturprojekten sind die wesentlichen Aufgaben der landesweit arbeitenden Einrichtung. In der Mitte Westfalens gelegen, wirkt sie jedoch in besonderem Maße für die Regionen Hellweg, Sauerland, Südwestfalen, östliches Ruhrgebiet und Münsterland.
Das Westfälische Literaturbüro versteht sich als Lobbyeinrichtung für Literatur. Es schafft Foren des Dialogs, pflegt auf vielfältige Weise den Austausch zwischen Autoren und ihren Lesern, fördert und initiiert literarische Entwicklungen, erweitert literarische Horizonte, hilft Talenten und eröffnet Schriftstellern Perspektiven. Es entdeckt vergessene Autoren neu, stellt die Vielfalt der Gegenwartsliteratur vor und unterstützt als Infrastruktureinrichtung Städte, Gemeinden und Regionen in ihrer Literaturarbeit. Es ist keine einem Verlag oder einer Agentur vergleichbare Einrichtung und vergibt keine finanziellen Zuschüsse.
Seit 2001 betreibt das Büro mit LITon.NRW die größte Datenbank für das literarische Schaffen in Nordrhein-Westfalen, die laufend aktualisiert wird und 2019 einen optische und technischen Relaunch erhielt. Es hat zudem die Federführung für das Netzwerkprojekt literaturland westfalen inne, das es entwickelt hat und dessen Modell in den letzten Jahren Vorbild für Netzwerkarbeit in NRW und darüber hinaus geworden ist. Weltweite Aufmerksamkeit erhält es auch durch Europas größtes internationales Krimifestival Mord am Hellweg, das das Westfälische Literaturbüro in Unna gemeinsam mit den Kulturbetrieben der Kreisstadt Unna seit 2002 als Biennale veranstaltet.

## Partner
Das Westfälische Literaturbüro kooperiert mit Städten und Gemeinden, privaten Einrichtungen und Förderern oder mit Regionalkörperschaften wie dem Landschaftsverband Westfalen-Lippe. Es arbeitet mit Einrichtungen wie Bibliotheken, Volkshochschulen, Kulturämtern und Verlagen, aber auch mit Universitäten oder Rundfunkanstalten, Vereinen oder Autorengruppen zusammen.
Regelförderer des Westfälischen Literaturbüros sind das Land Nordrhein-Westfalen, der Regionalverband Ruhr sowie der Kreis und die Kreisstadt Unna. Zudem werden einzelne Projekte des Büros von weiteren Förderern unterstützt.

## Mitglieder
Mitglieder des Vereins sind Autorinnen und Autoren, Freunde und Förderer der Literatur, Büchereien, Kulturämter oder andere literarische Institutionen. Leiter des Literaturbüros ist Heiner Remmert. 